# 九條道孝

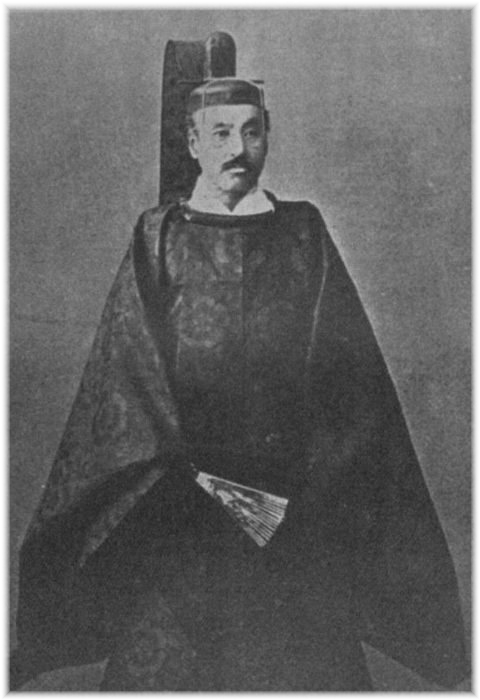
《帝国法曹大观》所载九条道孝像

九條道孝（1839年6月11日—1906年1月4日／天保十年五月初一明治三十九年1月4日），是日本的公家、貴族院議員，也是藤原北家攝關家的九條家當主與最後一位藤氏長者；位階為從一位大勳位菊花大綬章公爵。他是貞明皇后之父、昭和天皇的外祖父。

## 生涯
九條道孝初名道隆，在天保十年（1839年）出生，是父母九條尚忠及壽香院唐橋姪子的長子，後來成為父親的養子九條幸經之養嗣子。元治元年（1864年）擔任國事御用掛；慶應三年（1867年）成為左大臣。
大政奉還前其父親一直促進朝廷與幕府合作，使他在王政復古的大號令受處分，至明治元年（1868年）才解除。同年，他成為藤氏長者及新政府軍的奧羽鎮撫總督。後來華族制度設立時，九條道孝以攝關家的九條家當主敘封公爵，帝國議會建立時也自動成為貴族院議員。
明治三十一年（1898年）9月10日，他擔任麝香間祗候，明治三十三年（1900年）接受大勲位菊花大綬章，至明治三十九年（1906年）逝世，享年68歲。

## 系譜
- 父：九條尚忠
- 妻：野間幾子
- 子女：
  - 九條道實
  - 範子（山階宮菊麿王妃）
  - 節子（即貞明皇后）